# 林達陽
林達陽（1982年—），台灣高雄人，臺灣詩人、作家。高雄市立高雄高級中學畢業，輔仁大學法律學系學士，國立東華大學創作與英語文學研究所藝術碩士（MFA）。作品以新詩、散文為主。曾獲聯合報文學獎、自由時報林榮三文學獎、時報文學獎、台北文學獎、香港青年文學獎、教育部文藝創作獎等。
入選文訊雜誌編選之《21世紀上升星座：1970後台灣作家作品評選》新詩類20人名單、九歌《華文文學百年選》、向陽主編之《新世紀新世代詩選》、《臺灣七年級新詩金典》等，曾擔任國立東華大學楊牧書房青年駐校作家、國立清華大學駐校作家。
就讀高中時，林達陽與高雄女中、道明中學學生共同創辦第一屆馭墨三城文學獎，推廣南部校園創作風氣；高中畢業後與高雄中學校友黎俊成、趙家緯、江思霖等人成立出版坊松濤文社，致力於出版當時高雄青年創作者如凌性傑、陳雋弘、黃信恩等人的文學創作。

## 作品

### 散文集
- 《慢情書》（馥林，2010；三采，2016）
- 《恆溫行李》（皇冠文化，2013；悅知，2018）
- 《再說一個秘密》（皇冠文化，2014）
- 《青春瑣事之樹》（皇冠文化，2015）
- 《蜂蜜花火》[4]（三采，2019）

### 詩集
- 《有風》（自費出版，2003）
- 《虛構的海》（松濤文社，2006；逗點文創，2016）
- 《誤點的紙飛機》（逗點文創，2011）

### 線上創作
- 《傷心時區》（方格子vocus，2017至今）

### 主編
- 《松濤文社青年作家書系》（松濤文社，2002-2011）
- 《Write on 華文創作書系》（三采文化，2019至今）
- 《2021臺灣詩選：年度詩選四十週年》（二魚文化，2022年）

## 職務
- 2019年，三采文化出版社華文書系特約主編
- 2020年，國立東華大學楊牧書房青年駐校作家
- 2020年，高雄市政府文化局委託策畫「高雄一百 ‧ 文學風華」文學系列沙龍
- 2021年，高雄市立圖書館董事
- 2021年，國立清華大學駐校作家

## 榮譽
- 2004年，聯合報宗教文學獎[5]
- 2005年，全國優秀青年詩人獎、教育部文藝創作獎。
- 2006年，自由時報林榮三文學獎[6]
- 2007年，中國時報時報文學獎[1]
- 2008年，自由時報林榮三文學獎、東華文學獎[7][8]
- 2009年，香港青年文學獎、台北文學獎
- 2010年，香港青年文學獎、台北文學獎
- 2011年，聯合報文學獎[9]、國家文化藝術基金會文學類補助
- 2012年，高雄市政府文化局專案補助
- 2014年，國家文化藝術基金會文學類補助
- 2017年，聯合報票選青年最愛作家第五名[10]
- 2017年，聯合文學雜誌全台校刊社票選熱門採訪對象第一名
- 2017年，聯合文學雜誌全台校刊社票選最想邀請參與校刊企劃作家第一名
- 2020年，擦亮花火文學計畫獲陳啟川先生文教基金會文化贊助
- 2020年，文訊雜誌選入「21世紀上升星座：1970後台灣作家作品」詩類20人名單[11]

## 外部連結
- 林達陽（個人網頁）
- 林達陽（facebook）
- 林達陽（facebook專頁）
- 林達陽（instagram）
- 林達陽的傷心時區 （页面存档备份，存于）（方格子 vocus）